# دان غرينبيرغ
دان غرينبيرغ هو سياسي أمريكي، ولد في 9 ديسمبر 1965. نشط حزبياً في الحزب الجمهوري. وقد انتخب عضو مجلس نواب أركنساس ‏.